# Blechnum capense
Blechnum capense är en kambräkenväxtart som först beskrevs av Carolus Linnaeus, och fick sitt nu gällande namn av Diederich Franz Leonhard von Schlechtendal. Blechnum capense ingår i släktet Blechnum och familjen Blechnaceae. Inga underarter finns listade.